# Your Voice: Kimikoe
Your Voice: Kimikoe (Originaltitel きみの声をとどけたい Kimi no Koe wo Todoketai) ist ein Anime-Film aus dem Jahr 2017 des Regisseurs Naoyuki Itō dessen Produktion vom Animationsstudio Madhouse Inc. übernommen wurde. In Deutschland wurde der Film erstmals auf dem Akiba Pass Festival 2018 gezeigt; eine Heimkinoveröffentlichung auf DVD und Blu-ray-Disc im deutschsprachigen Raum erschien am 22. Februar 2019.

## Handlung
Nagisa Yukiai lebt in der Küstenstadt Kamakura in der Präfektur Kanagawa. Als Kind hat ihre Großmutter ihr Geschichten erzählt, dass in den gesprochenen Worten so genannte „Wortgeister“ leben. Gemeinsam mit ihrer Freundin Kaede freut sie sich auf die anstehenden Sommerferien, wäre da nicht die Spannung zwischen Kaede und Yū, die als Einzige aus der Mädchenclique auf eine andere Schule geht und für das rivalisierende Lacrosse-Team spielt. Die wachsende Feindseligkeit zwischen Kaede und Yū belastet vor allem Nagisa.
Als Nagisa zufälligerweise ein altes Café mit einer Radiostation auffindet, nutzt sie dieses um ihren Unmut Luft zu verschaffen. Diese Privatvorstellung führt indes, dass sie auf Shion trifft, deren Mutter die Radiostation einst betrieb, bis diese durch einen Verkehrsunfall ins Koma fiel. Nachdem Nagisa erfährt, das Shion ihre Mutter bereits aufgegeben hat, beschließt sie das Radio wieder aufleben zu lassen, da sie den Geschichten ihrer Großmutter glaubt, dass in den Worten tatsächlich Geister leben, die das Schicksal beeinflussen können.

## Produktion
Your Voice: Kimikoe wurde vom Overlord-Regisseur Naoyuki Itō beim Animationsstudio Madhouse Inc. nach einem Drehbuch von Manabu Ishikawa, welcher bereits an einer filmischen Umsetzung von Die seltsamen Methoden des Dr. Irabu involviert war, produziert. Das Charakterdesign stammt aus der Feder des Mangaka Toshinao Aoki und wurden Aya Takano animiert. Die Filmmusik wurde von Akito Matsuda komponiert.
Bereits im Januar des Jahres 2016 wurde das Kimikoe Project von Tokushinsha Film und Gekijō Television Network ins Leben gerufen. Am 24. März 2017 wurde angekündigt, dass der Film im August des gleichen Jahres in Japan gezeigt werde. Der Film startete schließlich am 25. August 2017 in den japanischen Kinos.
Für den Film wurde in der japanischen Originalvertonung der Kern des Sprecherensembles in einem Nachwuchscasting gefunden. Aus diesem Casting geht die Idol-Gruppe NOW ON AIR hervor. In der deutschen Fassung wurde das Ensemble von Katharina von Daake, die unter anderem Mio Naruse aus Shinmai Maō no Testament ihre Stimme lieh, angeleitet. Anmeldungen für das Casting des japanischen Casts begannen im März 2016. Das Seiyū-Ensemble NOW ON AIR wurde im August gleichen Jahres bekannt gegeben. Das Ensemble besteht aus Mina Katahira, Misako Iino, Momone Iwabuchi, Mitsuho Kambe, Hitomi Suzuki und Yuki Tanaka, die allesamt Sprechrollen im Film erhielten. Bekanntgegeben wurde der Cast allerdings erst am 30. März 2017.
Die im Film gezeigten Orte basieren auf real existierende Ortschaften. So wurden die Shōnan-Küstenregion und die Stadt Kamakura in der Präfektur Kanagawa als Vorlage genutzt. Die Handlung von Your Voice: Kimikoe finden in Kamakura und den umliegenden Gebieten statt.

## Synchronisation
Für die deutsche Synchronisation wurde das Aufnahmestudio Opus Live aus München beauftragt. Das Dialogbuch stammt von Katharina von Daake, die die Synchronisationsarbeiten zugleich anleitete.

| Rolle              | Japanischer Sprecher (Seiyū) | Deutscher Sprecher   |
| ------------------ | ---------------------------- | -------------------- |
| Nagisa Yukiai      | Mina Katahira                | Amira Leisner        |
| Yū Hamasuka        | Misako Iino                  | Leslie-Vanessa Lili  |
| Kaede Tatsunokuchi | Yuki Tanaka                  | Alina Freund         |
| Shion Yazawa       | Suzuko Mimori                | Lara Wurmer          |
| Ayame Nakahara     | Mitsuho Kambe                | Patricia Strasburger |
| Otoha Biwakōji     | Hitomi Suzuki                | Gabriele Pietermann  |
| Shizuku Dobashi    | Momone Iwabuchi              | Zina Laus            |
| Nagisas Großmutter | Masako Nozawa                | Dagmar Dempe         |
| Akane Yazawa       | Suzuko Mimori                | Jaqueline Belle      |
| Taigo Koyurugi     | Yūki Kaji                    | Leonard Rosemann     |
| Shōki Kawabukuro   | Tatsuhisa Suzuki             | Maximilian Belle     |
| Saburō Kawabukuro  | Shigeru Ushiyama             | Walter von Hauff     |

## Veröffentlichung
Vour Voice: Kimikoe startete am 25. August 2017 in den japanischen Kinos. In Deutschland und Österreich lief der Film zwischen dem 27. Januar 2018 und dem 11. Februar 2018 auf OmU im Rahmen des Akiba Pass Festivals von peppermint anime in ausgewählten Kinos.
Am 19. November 2018 wurde angekündigt, dass peppermint anime den Film für den deutschsprachigen Markt lizenziert hat und am 25. Januar 2019 auf DVD und Blu-ray veröffentlichen wollte. Allerdings wurde die Veröffentlichung knapp eine Woche vor dem geplanten Release auf den 22. Februar 2019 verschoben.

## Kritiken
Anne Delseit schreibt in ihrer zweiseitigen Filmvorstellung im AnimaniA über Your Voice: Kimikoe, dass die Handlung des Animefilms in ihren verschiedenen Strängen bei einem zu großen Cast: So stehe mal der Konflikt zwischen Yu und Kaede, mal die Geschichte des Cafés bzw. das Radioprojekt mal im Vordergrund des Geschehens. Dadurch bleiben viele der Charaktere eindimensional und manches wirke hastig eingeworfen. Dennoch, so schreibt Betz, gilenge es dem Regisseur Naoyuki Itō, alles zu einem versöhnlichen Ende zusammenzuführen. Your Voice erreiche zwar nicht die Kaliber der Filme von Mamoru Hosoda oder eines Makoto Shinkais, dennoch biete der Film eine befriedigende Portion Feel-Good-Drama à la The Anthem of the Heart.
Kim Morrissy schrieb für die Onlineplattform Anime News Network eine eher neutrale Rezension zum Film. Der Film besitze trotz vieler Schwächen und Mängel ein aufrichtiges Herz, welches Your Voice: Kimikoe über das mittelmäßig geschriebene Drehbuch hinaus scheinen lasse. Allerdings, so Morrissy, werden diejenigen, die den ersten Original-Animefilm des Studios Madhouse Inc. entgegenfiebern, enttäuscht sein könnten. In ihrer Benotung hob sie die einfach gehaltenen Charakterdesigns lobend hervor, während sie die Hälfte der Charaktere als unterentwickelt und unnötig kritisiert. Insgesamt vergab sie ein C+ für den Animefilm.